# Aenigmina
Aenigmina é um gênero de traça pertencente à família Brachodidae.